# Ardisia primulifolia
Ardisia primulifolia là một loài thực vật có hoa trong họ Anh thảo. Loài này được Gardner & Champ. mô tả khoa học đầu tiên năm 1849.